# Nicki Hunter

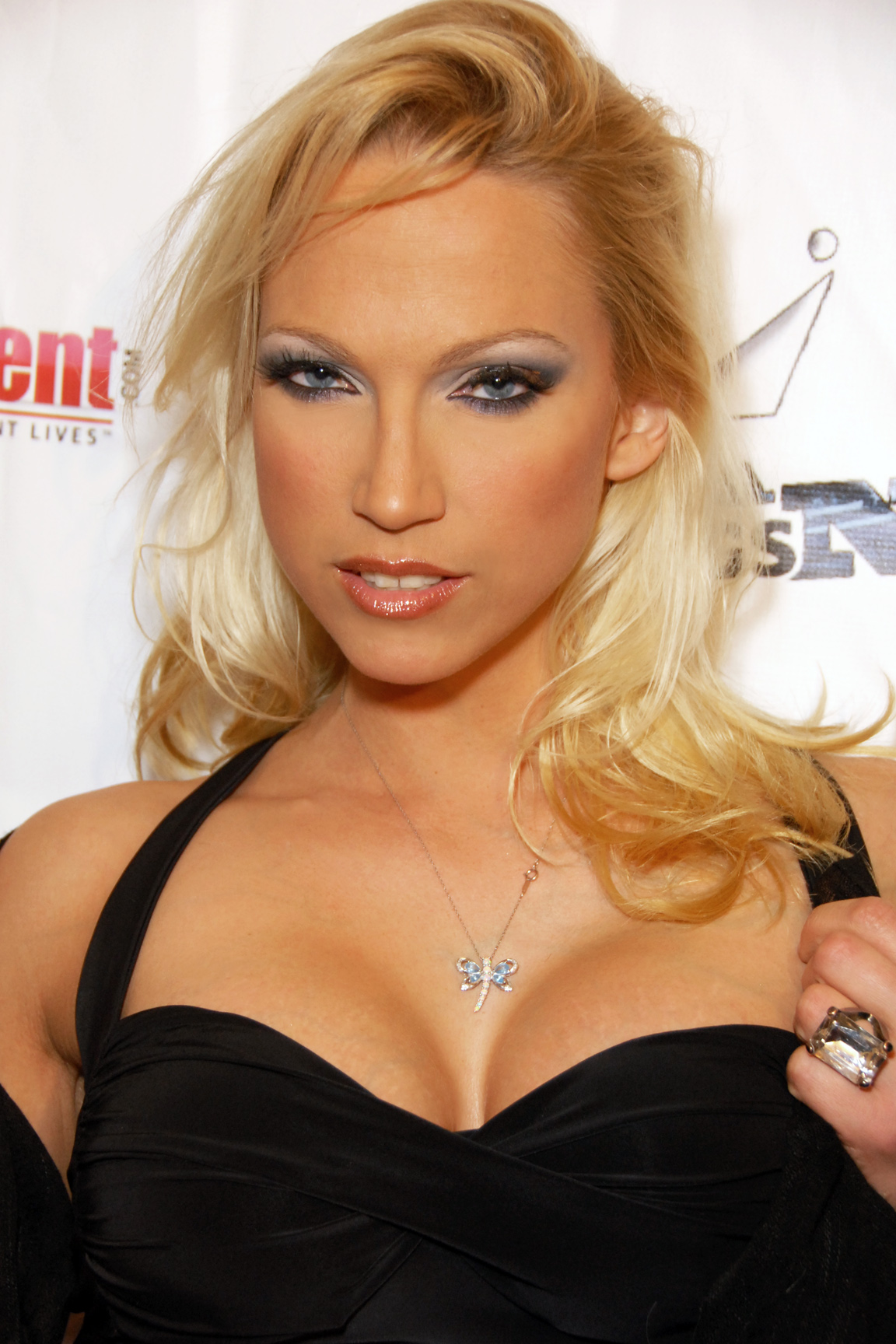
Nicki Hunter (2010)

Nicki Hunter (* 19. Dezember 1979 in Lake Worth, Florida als Nichole Marie Dyben) ist eine US-amerikanische Pornodarstellerin, Produzentin, Regisseurin und Visagistin.

## Karriere

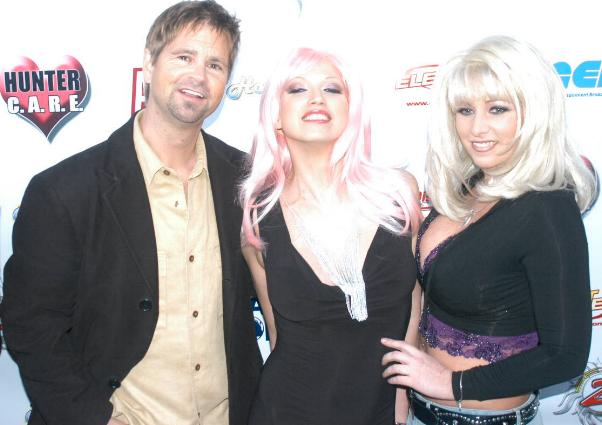
Nicki Hunter (m.) mit Regisseur Will Ryder und Kylie Ireland bei ihrer persönlichen Spendengala (2007)

Ihre Filmtätigkeiten startete sie bereits im Jahr 2003, seitdem drehte sie unzählige Pornofilme, wie beispielsweise die bekannte Filmreihe „Neo Pornographia“ des Regisseurs Michael Ninn. Neben der Arbeit als Darstellerin hatte Hunter auch schon Auftritte in Talkshows, wie z. B. am 18. und 19. November 2004 in der Howard Stern Show. Sie ist verheiratet und Mutter zweier Söhne. Im Februar 2007 wurde bekannt, dass bei Hunter im Alter von nur 27 Jahren eine besondere Art von Krebs diagnostiziert wurde. Kurz darauf rief die Porno-Community zu Spendensammlungen auf, um sie bei den Kosten für die ärztliche Behandlung zu unterstützen. Es wurde berichtet, dass diese Summe im sechsstelligen Bereich lag. Es beteiligten sich u. a. Kylie Ireland, Ginger Lynn, De'Bella, All Media Play, Sex-Z Pictures, Red Light District, X-Play, Elegant Angel und Adult Video News. Im September 2008 veröffentlichte das Studio Hustler den Film Nicki Hunter: MILF Trainer des Regisseurs Axel Braun. Im Jahr 2010 spielt sie die Rolle der „Sue“ in der Porno-Parodie This Ain’t Glee XXX. 2014 beendete sie ihre Karriere als Darstellerin, ist aber weiterhin als Regisseurin und Produzentin tätig.

## Auszeichnungen
- 2006: XRCO Award als „Female Performer of the Year“
- 2010: AVN Award für „Best Makeup“ in The 8th Day (mit Christi Belden, Lisa Berczel, Leonard Berczel und Julia Ann)
- 2010: NightMoves Award als „Miss Congeniality“

## Filmografie (Auswahl)
- This Ain’t Glee XXX
- This Ain’t Avatar XXX
- Seasoned Players 13
- Momma Knows Best 8
- Nicki Hunter: MILF Trainer
- Neo Pornographia 2-5
- Playing With Nikki Hunter
- Jack’s Playground 12
- Big Ass Fixation 7
- Women Seeking Women 70
- Big Wet Tits 3
- Pussyman’s Decadent Divas 27
- The Rocki Whore Picture Show: A Hardcore Parody
- My Friend’s Hot Mom 41
- Seduced By a Cougar 31
- No Man’s Land 40 (2005)